# Springbrook (Wisconsin)
Springbrook – miasto w Stanach Zjednoczonych, w stanie Wisconsin, w hrabstwie Washburn.